# Nordamerika
Nordamerika är en världsdel som omfattar den norra delen av dubbelkontinenten Amerika. Den angränsas i norr av Norra ishavet, i öst av Atlanten, i sydöst av Karibiska havet och i syd och i väster av Stilla havet. Landavgränsningen i söder växlar, vilket gör att Mexiko och Centralamerika inkluderas i varierande utsträckning.
Nordamerika täcker en yta på 24,5 miljoner kvadratkilometer, eller ungefär 4,8 % av jordens yta (inkluderar Mexiko och Centralamerika). År 2008 beräknades dess befolkning till omkring 529 miljoner invånare. Nordamerika är världens till ytan tredje största världsdel, efter Asien och Afrika, och den fjärde befolkningsmässigt, efter Asien, Afrika och Europa. Världsdelen har två ursprungsbefolkningar, indianer och inuiter.

## Användning
Geopolitiskt refererar "Norra Amerika" ofta till Kanada och USA tillsammans med Grönland och Bermuda, medan Centralamerika, inklusive Mexiko, utgör det nordamerikanska fastlandet söder om USA. Västindien inkluderar normalt samtliga öar i Karibiska havet. Termen Mellanamerika används ibland synonymt med Centralamerika, ibland som samlingsterm för Mexiko, Centralamerika och Karibien.
Från ett lingvistiskt och sociopolitiskt perspektiv grupperas ofta USA, Kanada och de andra engelsktalande områdena i Amerika (Belize, Guyana och engelska Karibien) under namnet Angloamerika. Surinam är det enda landet på dubbelkontinenten där nederländska talas. Resterande länder i Nord- och Sydamerika, inklusive det mesta av Västindien, där romanska språk talas, kallas Latinamerika.
Termen Nordamerika betyder olika saker för olika människor och beroende på sammanhang. Termen uppfattas oftast som syftande på enbart USA och Kanada, speciellt av personer som bor i dessa länder, och exkluderar då såväl Mexiko som länder i Centralamerika. I andra fall inkluderar termen något eller några av de andra länderna, men då enbart om sammanhanget gör klart att de är inkluderade. Ett exempel är handelsblocket NAFTA, som inkluderar Mexiko. Kanadensare och amerikaner talar ofta om en kollektiv "nordamerikansk kultur", som enbart beskriver kontinentens anglofona områden.
Dessa betydelsenyanser beror troligen på att USA och Kanada både kulturellt och ekonomiskt är mer lika varandra än resten av Nordamerika. Mexikaner brukar dock protestera mot detta användande, då de är medlem i NAFTA och geografiskt ligger i Nordamerika. Centralamerikaner är dock oftast nöjda med att kallas centralamerikaner, mycket då de har en gemensam historia, och de många försök till internationell integration där Mexiko oftast inte varit inblandat.

## Geografi och geologi

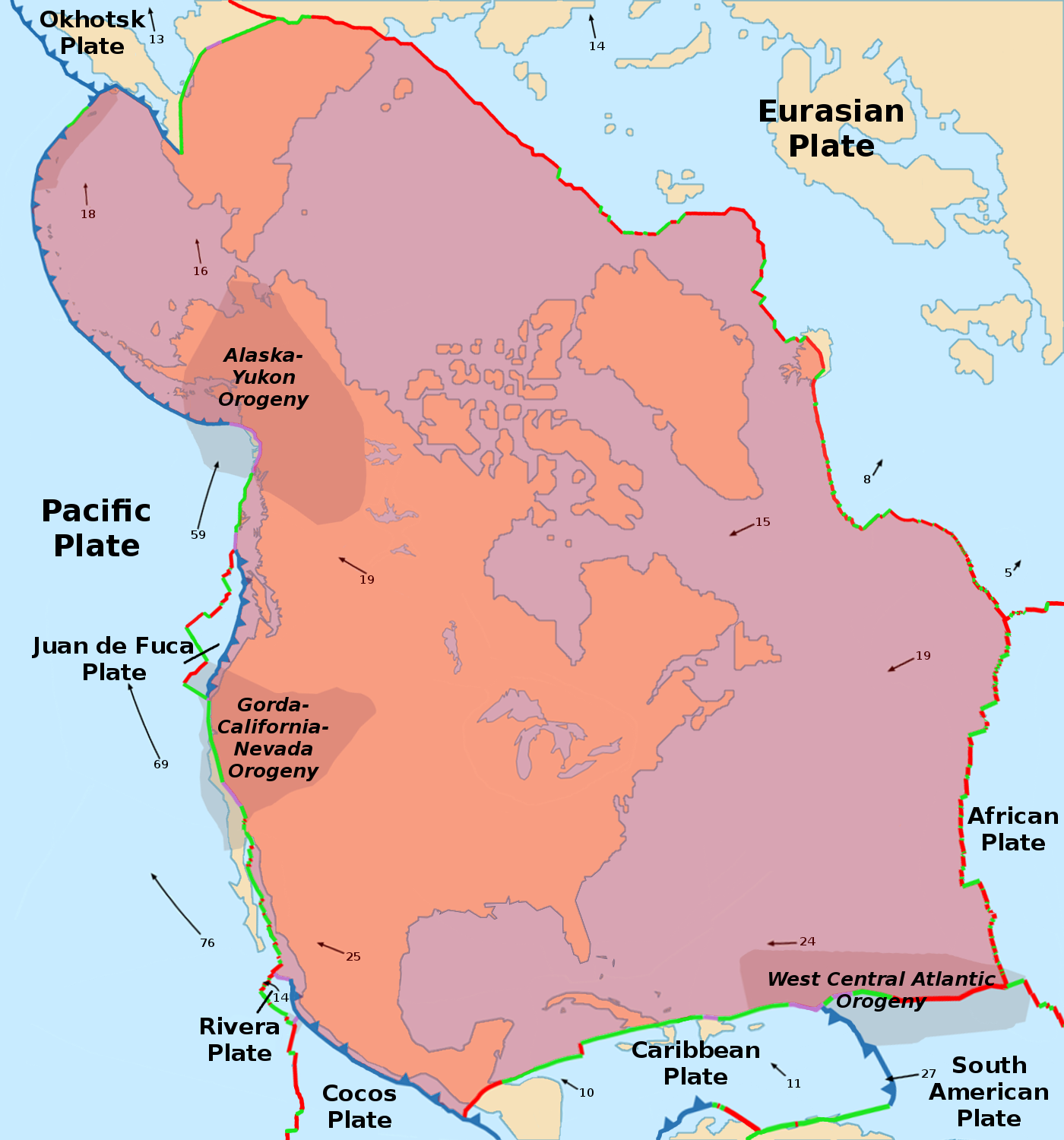
Den nordamerikanska kontinentalplattan.

Geografiskt går gränsen mellan Nordamerika och Asien genom Berings sund, medan gränsen till Sydamerika går genom dubbelkontinentens smalaste del, Panamanäset. Geologiskt går dock gränsen mellan den nordamerikanska kontinentalplattan och den eurasiska kontinentalplattan en bit in i nordöstra Sibirien, medan gränsen till den sydamerikanska kontinentalplattan går vid Tehuantepecnäset. Området mellan Tehuantepecnäset och Panamanäset, Centralamerika är alltså geologiskt en del av Sydamerika. Av geopolitiska skäl brukar Centralamerika och hela landet Panama hänföras till Nordamerika. Grönland ligger geografiskt och geologiskt i Nordamerika, men anses politiskt inte vara en del av kontinenten.
Gränsen mellan nordamerikanska kontinentalplattan och stillahavsplattan går delvis på land och kallas San Andreasförkastningen. Den är en ökänd källa till jordbävningar i Kalifornien.

### Tabell över stater och särskilda områden
| Världsdel      | Territoriets namn                       | Yta (km²)  | Befolkning (uppskattning 2008) | Befolkningstäthet (per km²) | Huvudstad        |
| -------------- | --------------------------------------- | ---------- | ------------------------------ | --------------------------- | ---------------- |
| Karibien       | Amerikanska Jungfruöarna (USA)          | 347        | 110 000                        | 317,0                       | Charlotte Amalie |
| Karibien       | Anguilla (Storbritannien)               | 91         | 15 000                         | 164,8                       | The Valley       |
| Karibien       | Antigua och Barbuda                     | 442        | 88 000                         | 199,1                       | Saint John's     |
| Karibien       | Aruba (Nederländerna)                   | 180        | 107 000                        | 594,4                       | Oranjestad       |
| Karibien       | Bahamas                                 | 13 943     | 342 000                        | 24,5                        | Nassau           |
| Karibien       | Barbados                                | 430        | 256 000                        | 595,3                       | Bridgetown       |
| Karibien       | Bonaire (Nederländerna)                 | 294        | 17 408                         | 59                          | Kralendijk       |
| Karibien       | Brittiska Jungfruöarna (Storbritannien) | 151        | 23 000                         | 152,3                       | Road Town        |
| Karibien       | Caymanöarna (Storbritannien)            | 264        | 56 000                         | 212,1                       | George Town      |
| Karibien       | Curaçao (Nederländerna)                 | 444        | 142 180                        | 309                         | Willemstad       |
| Karibien       | Kuba                                    | 109 886    | 11 204 000                     | 102,0                       | Havanna          |
| Karibien       | Dominica                                | 751        | 67 000                         | 89,2                        | Roseau           |
| Karibien       | Dominikanska republiken                 | 48 671     | 10 090 000                     | 207,3                       | Santo Domingo    |
| Karibien       | Grenada                                 | 344        | 104 000                        | 302,3                       | Saint George's   |
| Karibien       | Guadeloupe (Frankrike)                  | 1 705      | 465 000                        | 272,7                       | Basse-Terre      |
| Karibien       | Haiti                                   | 27 750     | 10 033 000                     | 361,5                       | Port-au-Prince   |
| Karibien       | Jamaica                                 | 10 991     | 2 719 000                      | 247,4                       | Kingston         |
| Karibien       | Martinique (Frankrike)                  | 1 128      | 405 000                        | 359,0                       | Fort-de-France   |
| Karibien       | Montserrat (Storbritannien)             | 102        | 6 000                          | 58,8                        | Plymouth; Brades |
| Karibien       | Navassaön (USA)                         | 5          | —                              | —                           | —                |
| Karibien       | Puerto Rico (USA)                       | 8 870      | 3 982 000                      | 448,9                       | San Juan         |
| Karibien       | Saba (Nederländerna)                    | 13         | 1 991                          | 150                         | The Bottom       |
| Karibien       | Saint-Barthélemy (Frankrike)            | 21         | 8 450                          | 402,4                       | Gustavia         |
| Karibien       | Saint Kitts och Nevis                   | 261        | 52 000                         | 199,2                       | Basseterre       |
| Karibien       | Saint Lucia                             | 539        | 172 000                        | 319,1                       | Castries         |
| Karibien       | Saint-Martin (Frankrike)                | 53         | 36 824                         | 700                         | Marigot          |
| Karibien       | Saint Vincent och Grenadinerna          | 389        | 109 000                        | 280,2                       | Kingstown        |
| Karibien       | Sint Eustatius (Nederländerna)          | 21         | 3 897                          | 190                         | Oranjestad       |
| Karibien       | Sint Maarten (Nederländerna)            | 34         | 37 429                         | 1 146                       | Philipsburg      |
| Karibien       | Trinidad och Tobago                     | 5 130      | 1 339 000                      | 261,0                       | Port of Spain    |
| Karibien       | Turks- och Caicosöarna (Storbritannien) | 948        | 33 000                         | 34,8                        | Cockburn Town    |
| Centralamerika | Belize                                  | 22 966     | 307 000                        | 13,4                        | Belmopan         |
| Centralamerika | Clippertonön (Frankrike)                | 1,7        | —                              | —                           | —                |
| Centralamerika | Costa Rica                              | 51 100     | 4 579 000                      | 89,6                        | San José         |
| Centralamerika | El Salvador                             | 21 041     | 6 163 000                      | 293,0                       | San Salvador     |
| Centralamerika | Guatemala                               | 108 889    | 14 027 000                     | 128,8                       | Guatemala City   |
| Centralamerika | Honduras                                | 112 492    | 7 466 000                      | 66,4                        | Tegucigalpa      |
| Centralamerika | Nicaragua                               | 130 373    | 5 743 000                      | 44,1                        | Managua          |
| Centralamerika | Panama                                  | 75 417     | 3 454 000                      | 45,8                        | Panama City      |
| Nordamerika    | Bermuda (Storbritannien)                | 54         | 65 000                         | 1 203,7                     | Hamilton         |
| Nordamerika    | Kanada                                  | 9 984 670  | 33 573 000                     | 3,4                         | Ottawa           |
| Nordamerika    | Grönland (Danmark)                      | 2 166 086  | 57 000                         | 0,026                       | Nuuk             |
| Nordamerika    | Mexiko                                  | 1 964 375  | 112 322 757                    | 57,1                        | Mexico City      |
| Nordamerika    | Saint-Pierre och Miquelon (Frankrike)   | 242        | 6 000                          | 24,8                        | Saint-Pierre     |
| Nordamerika    | USA                                     | 9 629 091  | 314 659 000                    | 32,7                        | Washington, D.C. |
| Totalt         | Totalt                                  | 24 500 995 | 541 720 440                    | 22,9                        |                  |

## Natur
Avsnittet beskriver naturen i Norra Amerika och Mexiko.

### Flora

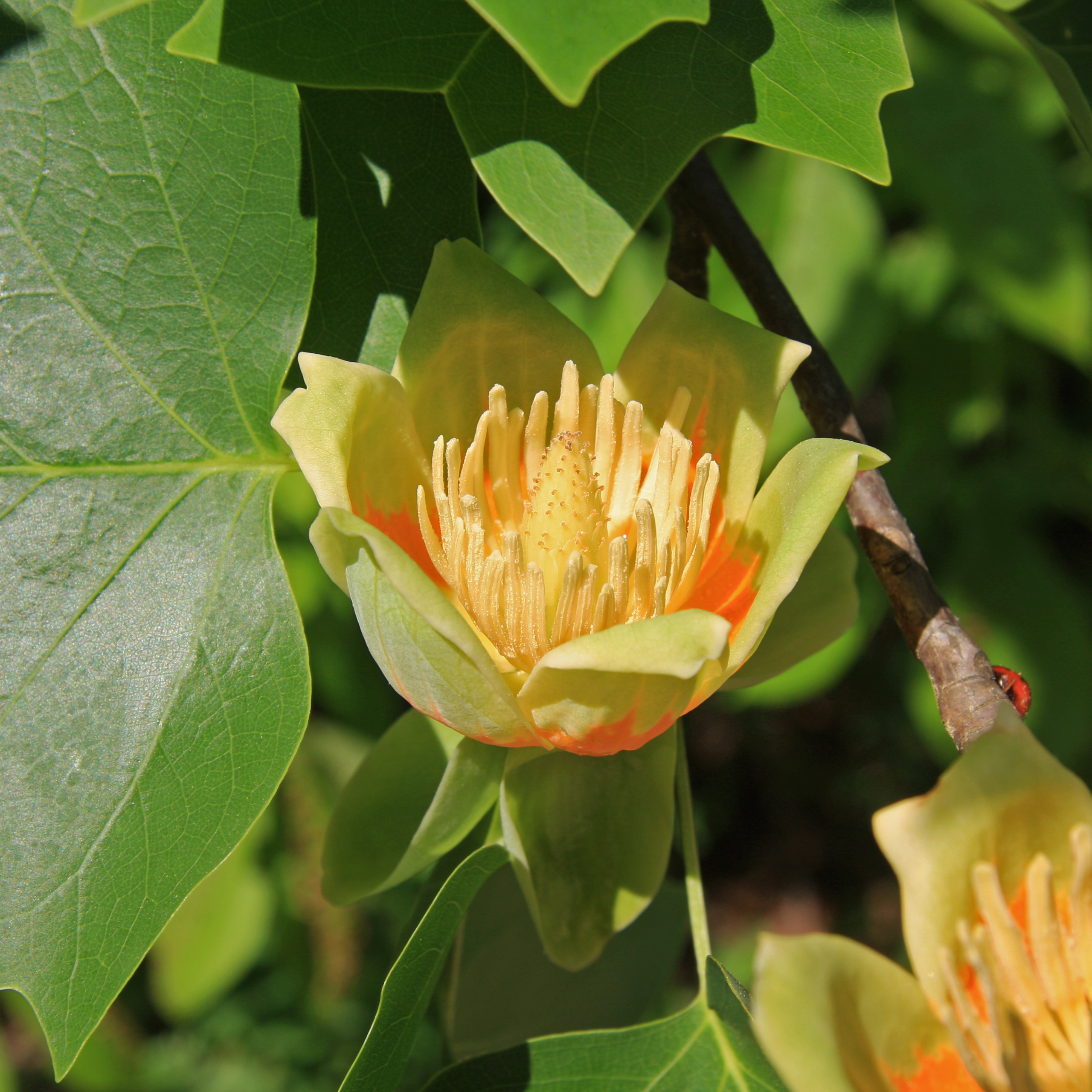
Blomma av tulpanträd.

Nordamerikas flora karakteriseras i synnerhet i norden av en stor likhet med gamla världens, beroende på närheten till Asien och den forna landförbindelsen med Europa. En iögonenfallande olikhet med Europas är den vida större artrikedomen i Amerika. De nordeuropeiska skogarna består av knappt 40 inhemska trädarter, de amerikanska av cirka 400. Antalet ekarter är i Europa 20, i Förenta staterna 40 och i Mexiko 50. Arterna av barrträd finns i Europa knappt mer än 10, i Nordamerika 30 eller 40. I den nordamerikanska skogen finns nästan alla Europas skogsträd, men dessutom ett stort antal arter, som är främmande i Europa, bland annat hickoryträden (Carya) med 7 arter, magnoliorna med likaledes 7 arter, tulpanträdet (Liriodendron tulipifera), douglas (Pseudotsuga menziesii) med flera. De båda senare samt Kustgran (Abies grandis), Jättetuja (Thuja plicata) och sockertallen (Pinus lambertiana) med sina över 100 meter höga och flera meter tjocka stammar visa även vilka väldiga former nordamerikanska träd ibland kan få.
Underskogen är rikt utvecklad och består ofta av växter med originella blad och lysande blommor, såsom Rhododendron, slingerväxter, orkidéer och ormbunkar.
Den tropiska floran förekommer i Nordamerika bara i Mexikos kustland och i södra Florida, på det senare stället egentligen en kustträskflora, som förnämligast karakteriseras genom stora mangroveskogar. I övrigt står den mycket nära Antillernas flora, liksom är Mexikos växtvärld nära ansluten till Sydamerikas. Subtropisk är däremot den mexikanska höglandsfloran, som i norr går till 30° n. br. Den kännetecknas av alltid gröna ekar, lagerväxter, myrtnar, anoner och epifytiska orkidéer. Av palmer påträffas bara familjen Chamaedorea i större mängd. Det förekommer även kaktusarter, agaver, yucca och andra växter, som har förmåga att uthärda lång torka. Subtropisk är också floran i området Louisiana-Virginia, som bland annat är rikt på stora barrskogar med många arter. Den viktigaste kulturväxten är bomull, dessutom i mindre omfattning sockerrör, ris och majs.
Präriefloran består övervägande av gräs, men blandas mot öster alltmer med träd och skog. De viktigaste gräsen är grammagräset (Bouteloua oligostachya), buffelgräset (Bouchloë dactyloides), bunchgräset (Festuca scabrella), narrhöet (Panicum capillare), kanariegräset (Phalaris arundinacea) med flera. Gräsväxtens utveckling är beroende av fuktighetsmängden. Gräsmattan har efter kolonisationen fått en ny karaktär genom de många europeiska arter, som utbredd sig.
Floran kring Hudsonfloden utmärker sig därigenom, att barrträden får överhand över lövträden. Den arktiska floran på tundran karakteriseras framför allt genom sin rikedom på lavar och bildar på detta sätt en skarp motsats till den sibiriska mosstundran.

### Fauna
Den Nordamerikanska djurvärlden betecknas ofta som den nearktiska regionen. Den kan delas i 4 subregioner.

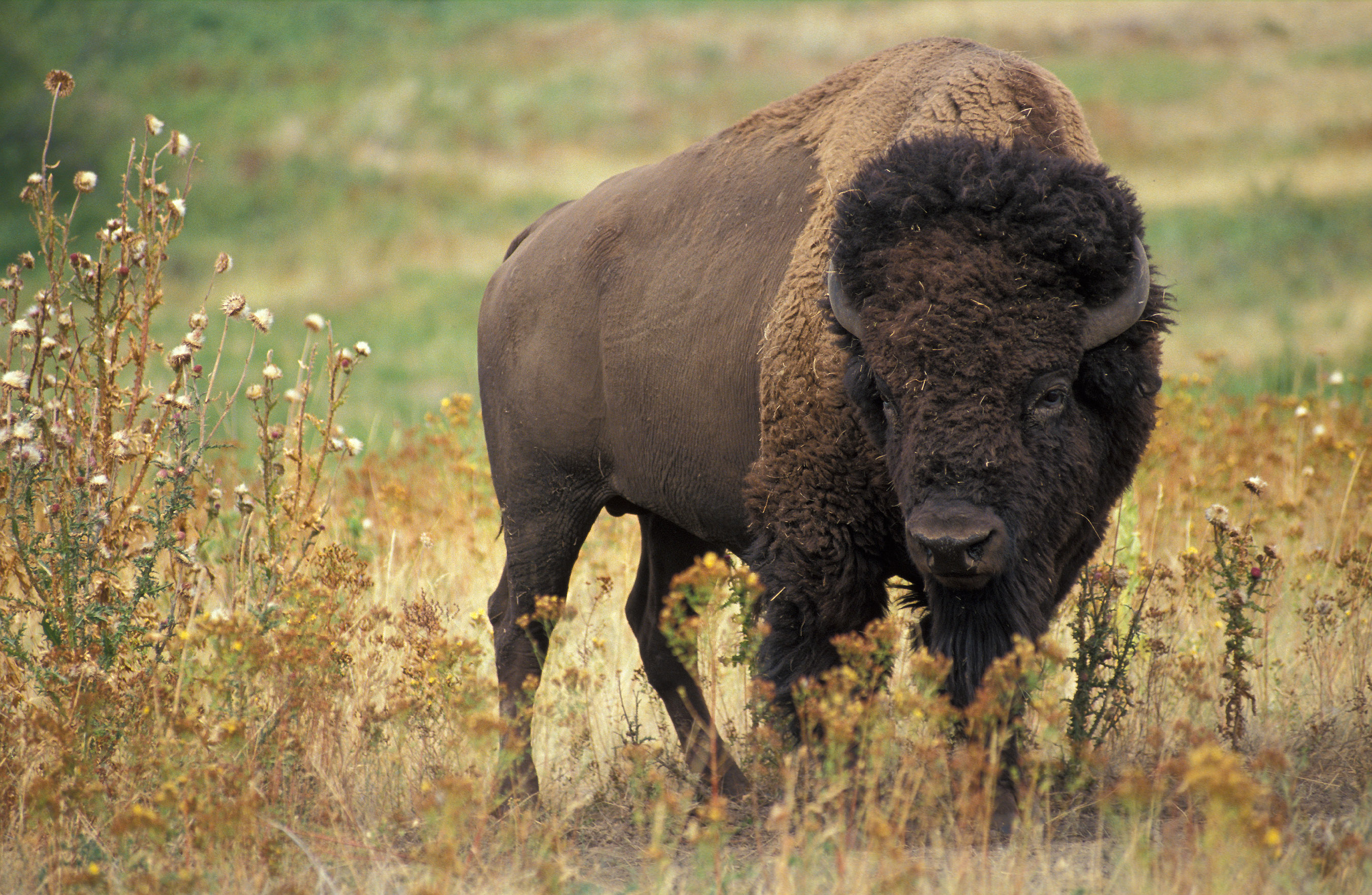
Bisonoxe

- Klippiga bergens subregion går från mexikanska golfens norra kustlinje till Kanada samt från 97° västlig längd till Sierra Nevada. Större rovdjur är puman, rödlo (Lynx rufus), den väldiga grizzlybjörn (Ursus arctos horribilis), nordamerikansk grävling (Taxidea taxus), prärievargen (Canis latrans) och präriekatträven (Vulpes velox) och flera skunkarter. Av idisslare den i det närmaste utrotade bisonoxen, gaffelantilopen, tjockhornsfåret (Ovis canadensis) och snögeten (Oreamnos americanus). Mycket talrikt representerade är gnagarna, exempelvis präriehundar av släktet Cynomys, jordekorrar av släktet Tamias, känguruspringmöss (Dipodomys) samt flera mössarter. Fågelfaunan är jämförelsevis fattig. Kräldjur finns många, bland annat de omtalade skallerormar (Crotalus).
- Den kaliforniska subregionen som går längs Stilla havet upp till Puget Sound har de flesta djurformer lika med Klippiga bergen, men dock flera egna, som Nordamerikansk flodutter (Lontra canadensis), nordamerikansk opossum (Didelphis virginiana), samt i kustlinjens närhet havsuttern (Enhydra lutris) och det kaliforniska sjölejonet (Zalophus californianus). I hela Kalifornien räknar man i allt 120 däggdjursarter, inklusive 50 gnagare, 27 köttätare och 16 flädermöss. Fågelvärlden är rikare än i förstnämnd region, med omkring 350 arter, bland annat den kalifornienkondoren (Gymnogyps californianus) och många kolibriarter, av vilka rostkolobrin (Selasphorus rufus) förekommer ända till Alaska. Reptilerna är ungefär desamma som i det östliga området. Av fiskar är 240 arter kända, de flesta är laxfiskar eller karpfiskar.
- Den alleghaniska subregionen från Mexikanska viken till Saint Lawrence River, utan bestämd gräns mot Klippiga bergens region (omkring 97° västlig längd), har många av de djurformer, som finns i den västligare regionen. Som karakteristiska däggdjur kan framhållas rödlo (Lynx rufus), gråräven (Urocyon cinereoargenteus), rödräven (Vulpes vulpes), skunkar, tvättbjörnen, svartbjörnen (Ursus americanus), flera slags flädermöss och ekorrar, snöskoharen, bävern, bisam (Ondatra zibethicus), många slags möss, en opossum (Didelphys virginiana) och flera underarter av kronhjorten som kallas wapiti.

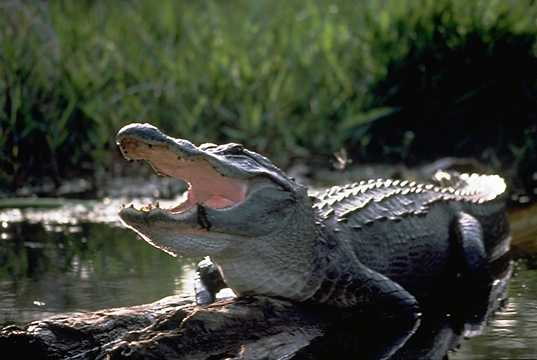
Mississippialligator

Inflytandet från gamla världen framträder särskild inom däggdjurens klass. Den mycket rika fågelvärlden liknar mindre Asiens och Europas, mera däremot Central- och Sydamerikas. I södra delen förekommer många kolibriarter. Av trastarnas släkte är talrikast vandringstrast (Turdus migratorius), härmfågeln (Mimus polyglottos) och grå kattfågeln (Dumetella carolinensis). Fram till början av 1900-talet fanns vandringsduvan (Ectopistes migratorius) i stora skaror men arten utrotades snabbt. Av vattenfåglar finns många flamingor samt gäss och pelikaner. Reptilernas fauna är mindre rik än fågelfaunan. Även här finns skallerormar, sköldpaddor av flera arter och mississippialligator (Alligator mississippiensis).
- Den arktiska subregionen är i avseende på djur och växter bara en del av den circumpolara zonen och har ungefär samma former som de andra arktiska trakterna. Isbjörn, fjällräv, myskoxe, polarhare (Lepus arcticus) och snöripa är karakteristiska djurformer på landet. I havet förekommer olika sälar, valar och alkor.